# Führerbremsventil

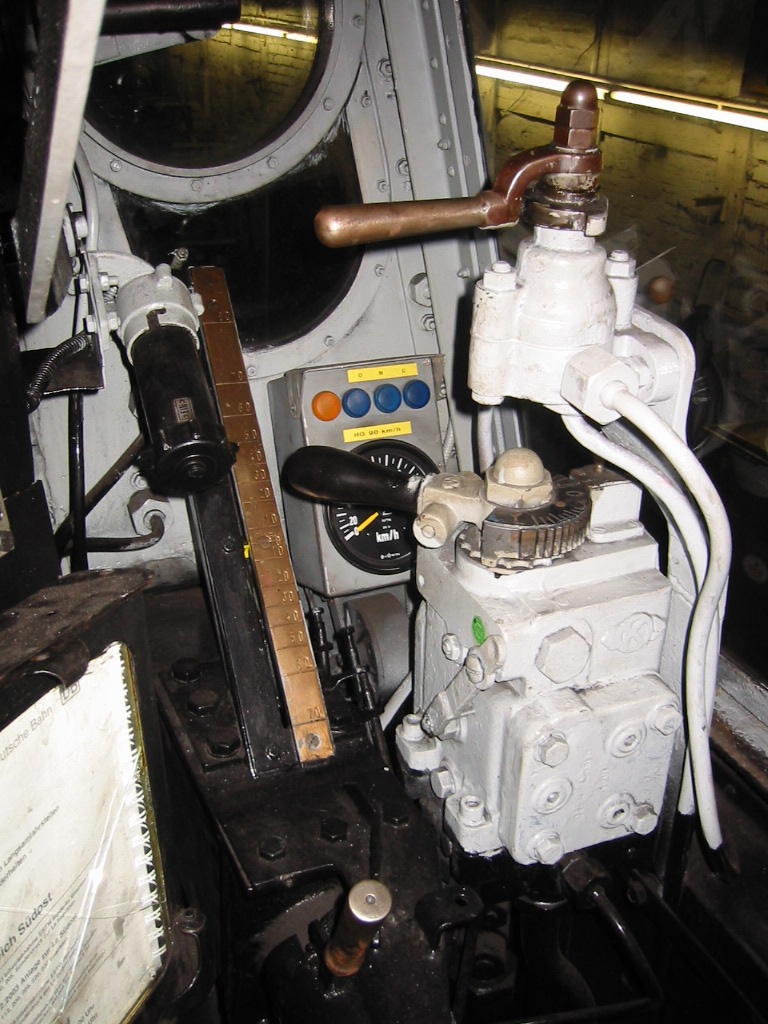
Führerbremsventil Knorr D2 (unten) und Zusatzbremsventil (oben) auf einer Dampflokomotive

Das Führerbremsventil (abgekürzt FbV oder FbrV) ist ein Ventilblock zur Steuerung der Druckluftbremse an Eisenbahnfahrzeugen. Es regelt in Abhängigkeit von seiner Stellung, ob die Bremsleitung einer Druckluftbremse entlüftet wird, und somit eine Bremsung eingeleitet oder gehalten wird, oder ob die Bremsleitung mit einem Drucklufterzeuger und Druckluftvorratsbehälter verbunden ist, und somit die Bremse wieder gelöst wird oder gelöst bleibt. Dieser Apparat befindet sich im Führerstand von Lokomotiven, Trieb- oder Steuerwagen, was seinen Namen erklärt.

## Bedienung
Grundsätzlich wird zwischen stellungsgesteuerten (HLL-Druck abhängig von der Stellung des Bedienhebels) und zeitgesteuerten (HLL-Druck abhängig von der Betätigungsdauer) unterschieden. Gängig sind auch Kombinationen aus stufenlos einstellbarem Druck im Bereich schwacher Bremswirkung und gestufter Vorwählung in höheren Bremsstufen. Flachschieber- und Drehschieber-FbV arbeiten immer zeitabhängig, Selbstregler stellungsabhängig, elektronische FbV sind sowohl in zeit- als auch stellungsabhängigen Bauformen verfügbar.

### Zeitgesteuerte Führerbremsventile
Ein zeitgesteuertes Führerbremsventil verfügt zumeist über folgende gerastete Betriebsbremsstellungen des Bedienhebels, deren Anordnung sich je nach Bauart aber unterscheiden kann:
- Füllstellung – In dieser Stellung wird die Hauptluftleitung (HLL) des Zuges unter Umgehung des Druckreglers an den Hauptluftbehälter (bei Triebfahrzeugen) oder die Hauptluftbehälterleitung (bei Steuerwagen) gelegt. Dies bewirkt ein schnelles Auffüllen der Hauptluftleitung und damit ein Lösen der Bremsen. Bei bestimmten Bauarten kommt es hier zur Abgabe eines Hochdruckfüllstoß. Zu langes Verweilen in der Füllstellung führt bei älteren Bauarten zu einer Überladung.
- Fahrtstellung – Der Hauptluftbehälter wird mit der HLL über den Druckregler im FbV verbunden, der konstant 5,0 bar in der HLL einregelt. Luftverluste durch Undichtigkeiten oder das Nachspeisen der Hilfsluftbehälter an den Fahrzeugen werden dadurch ausgeglichen.
- Mittelstellung – In dieser Stellung sperrt das FbV seine Verbindung zur Hauptluftleitung vollständig ab. Druckverluste in der HL werden nicht ausgeglichen. Auf Triebfahrzeugen mit mehreren Führerbremsventilen lässt sich damit das nicht verwendete FbV stilllegen und absperren. Weiterhin wird die Mittelstellung bei der Dichtigkeitsprüfung im Rahmen der Bremsprobe sowie im Vorspannbetrieb genutzt.
- Abschlussstellung – Bei FbV mit kontinuierlicher Entlüftung in der Bremsstellung (zeitgesteuert) dient diese Stellung dazu, einen bestimmten HL-Druck dauerhaft zu halten. Hierzu werden Luftverluste im Zug vom Druckregler ausgeglichen. Dies war seit Anfang des 20. Jahrhunderts Stand der Technik. Ältere FbV mussten stattdessen in die Mittelstellung gelegt werden, wodurch sich die Bremswirkung durch Undichtigkeiten im Zug im Laufe der Zeit ungewollt verstärkte.
- Betriebsbremsstellung – Für die Dauer der Betätigung wird die Hauptluftleitung kontinuierlich und stufenlos entlüftet. Je nach Bauart ist diese Stellung auch eine Taststellung.
- Schnellbremsstellung – Über einen großen Querschnitt wird die HL schnell bis auf Umgebungsluftdruck entlüftet, so dass die höchstmögliche Bremskraft schnell zur Verfügung steht.

### Stellungsgesteuerte Führerbremsventile

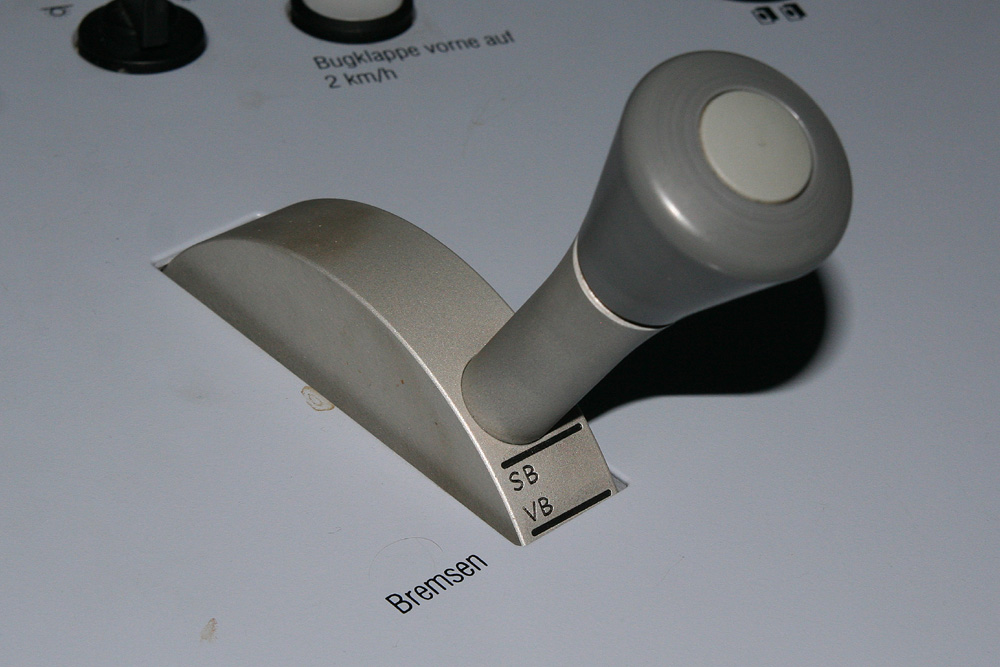
Betätigung des Führerbremsventils eines ICE T in Vollbremsstellung

Ein stellungsgesteuertes Führerbremsventil verfügt zumeist über folgende teilweise gerastete Betriebsbremsstellungen des Bedienhebels, deren Anordnung sich je nach Bauart aber unterscheiden kann:
- Neutralstellung – In dieser Stellung sperrt das FbV seine Verbindung zur Hauptluftleitung vollständig ab. Auf Triebfahrzeugen mit mehreren Führerbremsventilen lässt sich in dieser Stellung das nicht verwendete FbV stilllegen und absperren.
- Füllstellung – In dieser Stellung wird die Hauptluftleitung (HLL) des Zuges unter Umgehung des Druckreglers an den Hauptluftbehälter (bei Triebfahrzeugen) oder die Hauptluftbehälterleitung (bei Steuerwagen) gelegt. Bei bestimmten Bauarten kommt es hier zur Abgabe eines Hochdruckfüllstoßes.
- Fahrtstellung – Der Hauptluftbehälter wird mit der HLL über den Druckregler im FbV verbunden, der konstant 5,0 bar in der HLL einregelt. Luftverluste durch Undichtigkeiten oder das Nachspeisen der Hilfsluftbehälter an den Fahrzeugen werden ausgeglichen.
- Mindestbremsstufe – Auch 4/10-Stellung genannt. Diese Stellung dient dazu bei Einleitung einer Betriebsbremsung, den Druck in der HLL um mindestens 0,4 bar abzusenken, was für das gleichmäßige Anlegen aller Bremsen im Zug erforderlich ist.
- Betriebsbremsstellung (en) – Dabei handelt es sich entweder um einen Bereich, in dem der HLL-Druck Stufenlos geregelt werden kann, oder um mehrere gerastete Stufen, mit denen sich ein bestimmter HL-Druck direkt anwählen lässt. Luftverluste werden bei den meisten Bauarten ergänzt.
- Schnellbremsstellung – Über einen großen Querschnitt wird die HL schnell bis auf Umgebungsluftdruck entlüftet, so dass die höchstmögliche Bremskraft schnell zur Verfügung steht.[1]

## Technische Entwicklung

### Flachschieberventile
Im einfachsten Fall regelt die Stellung des Bedienhebels nur über die Größe der Ventilöffnungen, wie schnell die Druckluft aus der Bremsleitung entweicht oder aus dem Vorratsbehälter in die Bremsleitung strömen kann. Namensgeber dieser FbV war der eingebaute Flachschieber mit den verschieden großen Bohrungen. Derartige Führerbremsventile hatten folgende Nachteile: Fehlende Nachspeisung in der Abschlussstellung, dadurch kam es durch Undichtigkeiten im Zug zu einer sich langsam selbst verstärkenden Bremswirkung. Auch die einzeln fahrende Lokomotive musste mit der indirekt wirkenden und einlösigen Bremse gebremst werden, was im Rangierdienst äußerst unbefriedigend war. Der Einbau einer zusätzlichen direkt wirkenden mehrlösigen Bremse, die auf das vorhandene Bremsgestänge der indirekten Lokomotivbremse wirkte, war wegen des Flachschiebers nicht möglich. Durch zu langes Verbleiben in der Füllstellung konnten die Bremsen im Zug überladen werden und waren dann dauerhaft wirksam, bis sie komplett entlüftet wurden. Weiterhin bestimmte die Länge des Zuges, wie lange das Führerbremsventil in der Bremsstellung verbleiben musste.
Letzteres Problem wurde Anfang des 20. Jahrhunderts gelöst, indem ein Ausgleichsbehälter von definierter Größe zum FbV hinzugefügt wurde. Das FbV senkte dann zuerst den Druck im Ausgleichsbehälter, was zeitlich unabhängig von der Zuglänge war. Erst über ein Relaisventil wurde dann der HL-Druck an den Druck im Ausgleichsbehälter angeglichen.

### Drehschieberventile

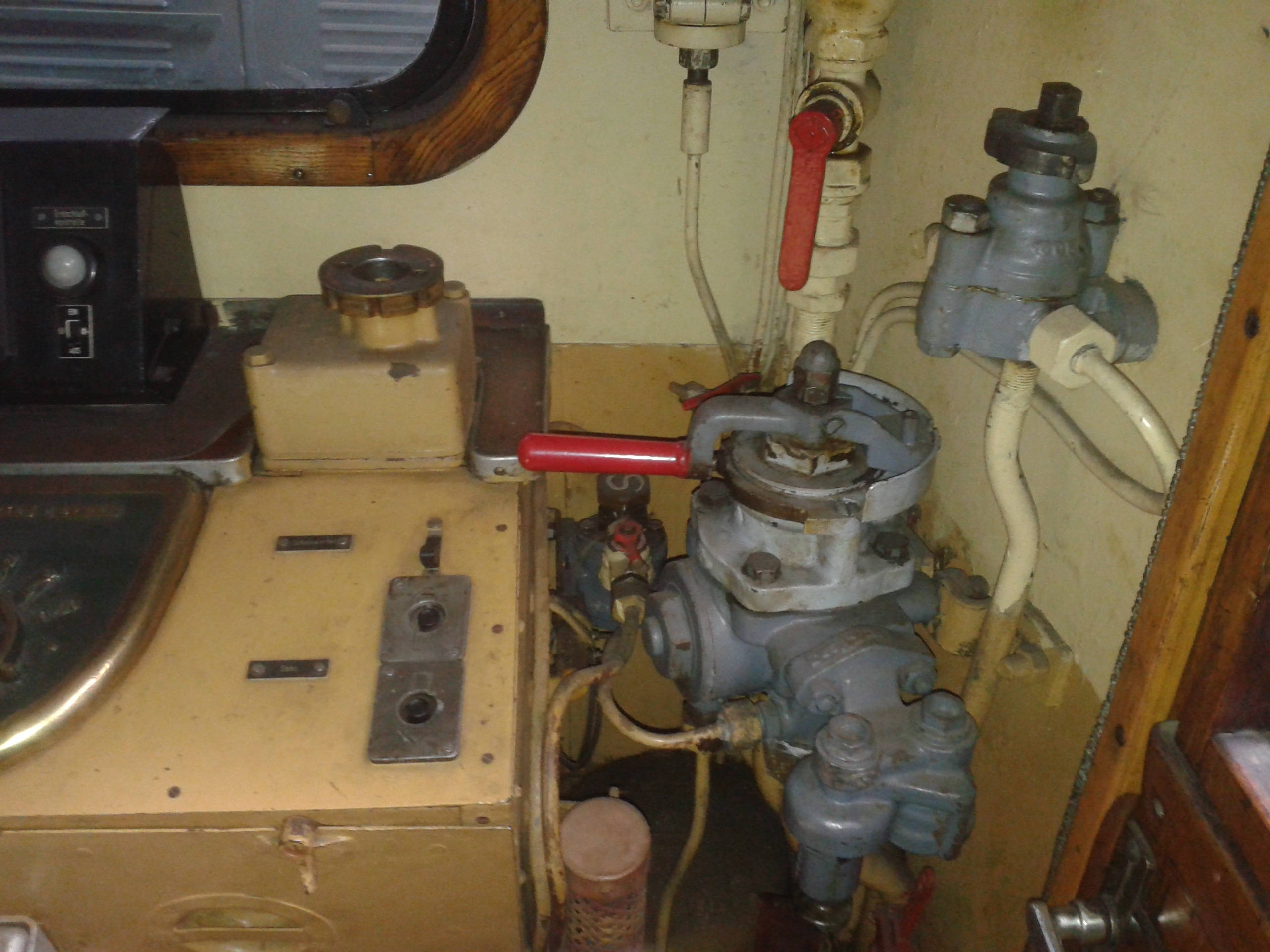
Knorr Drehschieberventil einer ÖBB 1072

Nächster Entwicklungsschritt war die Verwendung eines Drehschiebers anstatt des Flachschiebers. Dieser ermöglichte den Anbau eines Zusatzbremsventils für die direkt wirkende Bremse. Bereits um das Jahr 1910 galten Flachschieberventile deshalb als technisch überholt.
Eine weitere Verbesserung des Drehschieberventils betraf das Hinzufügen der Abschlussstellung. Diese wurde durch Integration einer Nachspeisung in den Ausgleichsmechanismus ermöglicht, so dass jeder gewünschte HL-Druck festgehalten werden konnte.
Führerbremsventile der Drehschieberbauart sind teilweise bis heute in Gebrauch. In Deutschland sind dies insbesondere die Bauarten Knorr 8 (für Triebfahrzeuge mit einem Führerstand) und Knorr 10 (für Tfz mit zwei Führerbremsventilen).

### Selbstregler
Letzter Stand der Entwicklung rein pneumatisch wirkender Führerbremsventile war der so genannte Selbstregler. Bei FbV dieser Bauart ist der Druckregler ins FbV integriert und nicht mehr fest auf 5,0 bar eingestellt, sondern verstellbar ausgeführt. Er ersetzt damit den Nachspeisemechanismus der alten Drehschieberventile. Das Überladen der Bremsen wird verhindert, indem ein Füllstoß nur druckabhängig und zeitlich begrenzt möglich ist (Hochdruckfüllstoß). Für feste Bremsen, deren Steuerventil bei 5,0 bar HLL-Druck nicht vollständig löst, kann mit einem "Angleicher" genannten Bauteil der HLL-Druck vorübergehend auf bis zu 5,3 bar erhöht werden. Durch eine langsame Absenkung des erhöhten Drucks auf 5,0 bar kann ein Ansprechen der Steuerventile verhindert werden. Diese stellen sich dann auf den Regeldruck des FbV ein, so dass der Angleichvorgang nur einmalig ausgeführt werden muss. Obwohl das Selbstregler-Ventil bereits vor dem Zweiten Weltkrieg von der Firma Knorr entwickelt worden war, setzte es sich erst in der Nachkriegszeit durch und wurde in praktisch allen neu gebauten Triebfahrzeugen verbaut. In Deutschland weit verbreitet sind die Bauarten Knorr D2, dessen Variante D5 (mit der Möglichkeit, einen Steller für eine dynamische Bremse gekoppelt mitzuführen oder unabhängig von diesem zu bremsen) sowie für Triebwagen das Knorr EE4. 

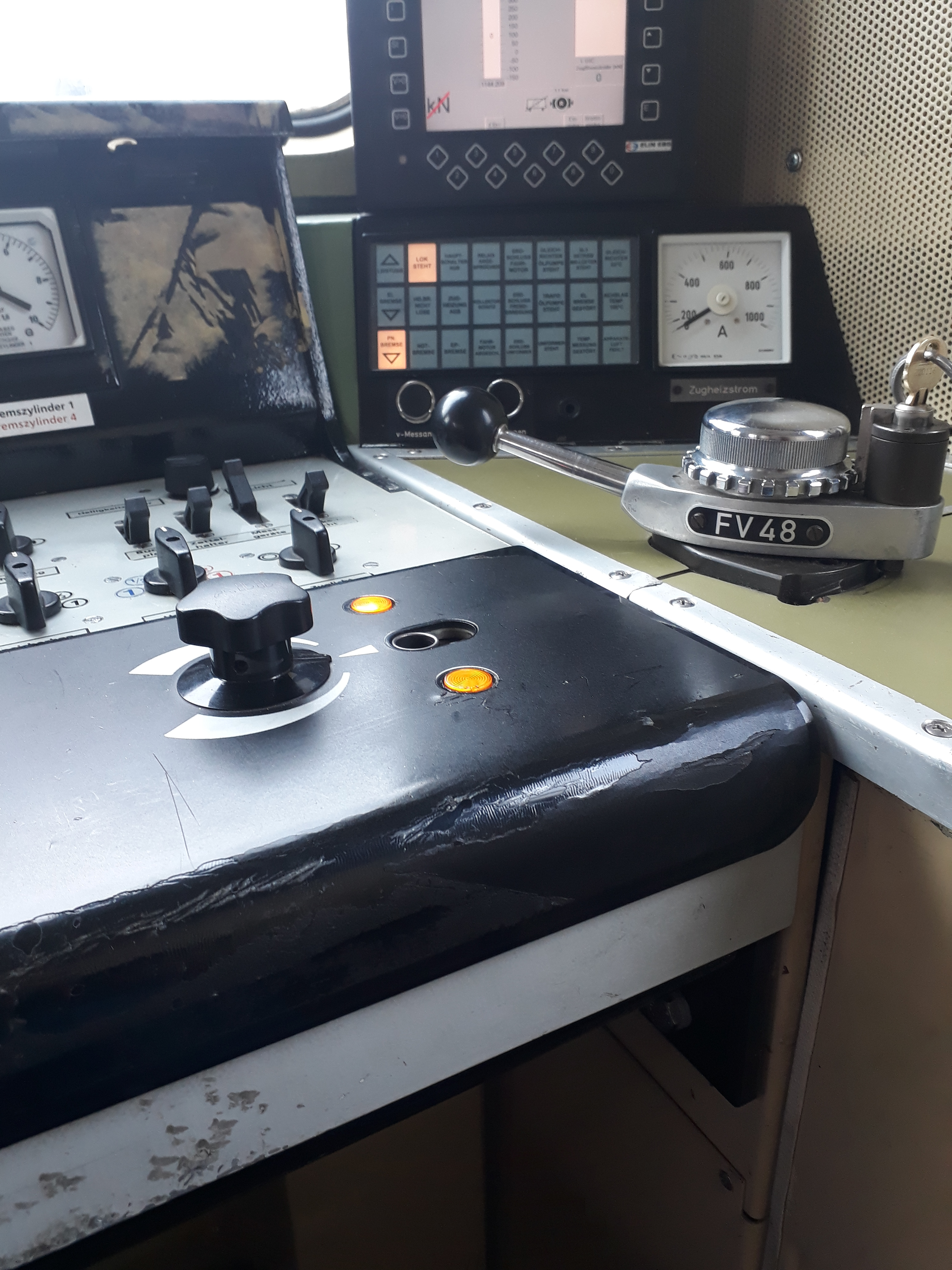
Oerlikon FV 48 am Führerstand einer ÖBB 1144 in Fahrtstellung

Eine Besonderheit unter der Selbstreglerventilen stellt das Oerlikon FV 4 (und Nachfolgebauarten) dar. Es ist vor allem in der Schweiz und Österreich weit verbreitet und verfügt gegenüber den üblichen Bauarten weitere Stellungen und Funktionen. Ab dem FV 46 ist auch die Ansteuerung einer ep-Bremse und Notbremsüberbrückung möglich.
- Neutralstellung – Alle Verbindungen sind unterbrochen. Nur in dieser Stellung ist ein Absperren möglich.
- Füllstellung – In dieser Stellung erfolgt das Auffüllen der Hauptluftleitung (HLL) über einen großen Querschnitt. Es entsteht abhängig von der Zuglänge ein Hochdruckfüllstoß von 7 bar (max. 14 Sekunden). Nach dessen Abbau erfolgt eine Niederdrucküberladung von 0,4 bar (Angleichung). Reicht die Niederdrucküberladung nicht aus, kann der HLL Druck über die Reglerkappe zusätzlich um weitere 0,5 bar erhöht werden: Diese Überladung muss manuell, durch langsames Zurückdrehen der Reglerkappe im Unempfindlichkeitsbereich der Steuerventile abgebaut werden.
- Fahrtstellung – Der Regelbetriebsdruck (5 bar) wird über einen kleinen Querschnitt aufrechterhalten. Luftverluste werden ausgeglichen. Eine eventuelle Niederdrucküberladung wird langsam abgebaut.
- Normaler Brems- und Lösebereich (stufenlos) – Zwischen Fahrtstellung und 1. Vollbremsstellung. Bei 4,6 bar befindet sich die Raste für die Mindestbremsstufe. Bis dorthin kommt es beim Lösen automatisch zu einem entsprechenden Hochdruckfüllstoß.
- 1. Vollbremsstellung – Ein Hauptluftleitungsdruck von 3,5 bar stellt sich ein, der maximale Bremszylinderdruck ist erreicht.
- Erweiterter Brems- und Lösebereich (stufenlos) – Zwischen 1. und 2. Vollbremsstellung, dient dazu die Triebfahrzeugbremse trotz eingeschaltetem Nachbremsventil oder eine Magnetschienenbremse zu aktivieren.
- 2. Vollbremsstellung –  Ein Hauptluftleitungsdruck von 2,9 bar stellt sich ein.[3]
- Schnellbremsstellung – Über einen großen Querschnitt wird die HLL schnell bis auf Umgebungsluftdruck entlüftet. Nachspeisen wird unterbunden.

Auf Triebwagen sind auch Sonderbauarten zu finden, die unter Anbindung der ep-Bremse und mithilfe eines Potentiometers für die Sollwertvorgabe auch die Steuerung der Zugkraft übernehmen. Somit sind die gleichen Funktionen wie mit einem rechnerangebundenen Fahr-Bremshebel möglich. Beispiel dafür ist das beim ÖBB 4020 verwendete Oerlikon FVE 751. 

### Führerbremsventilanlagen

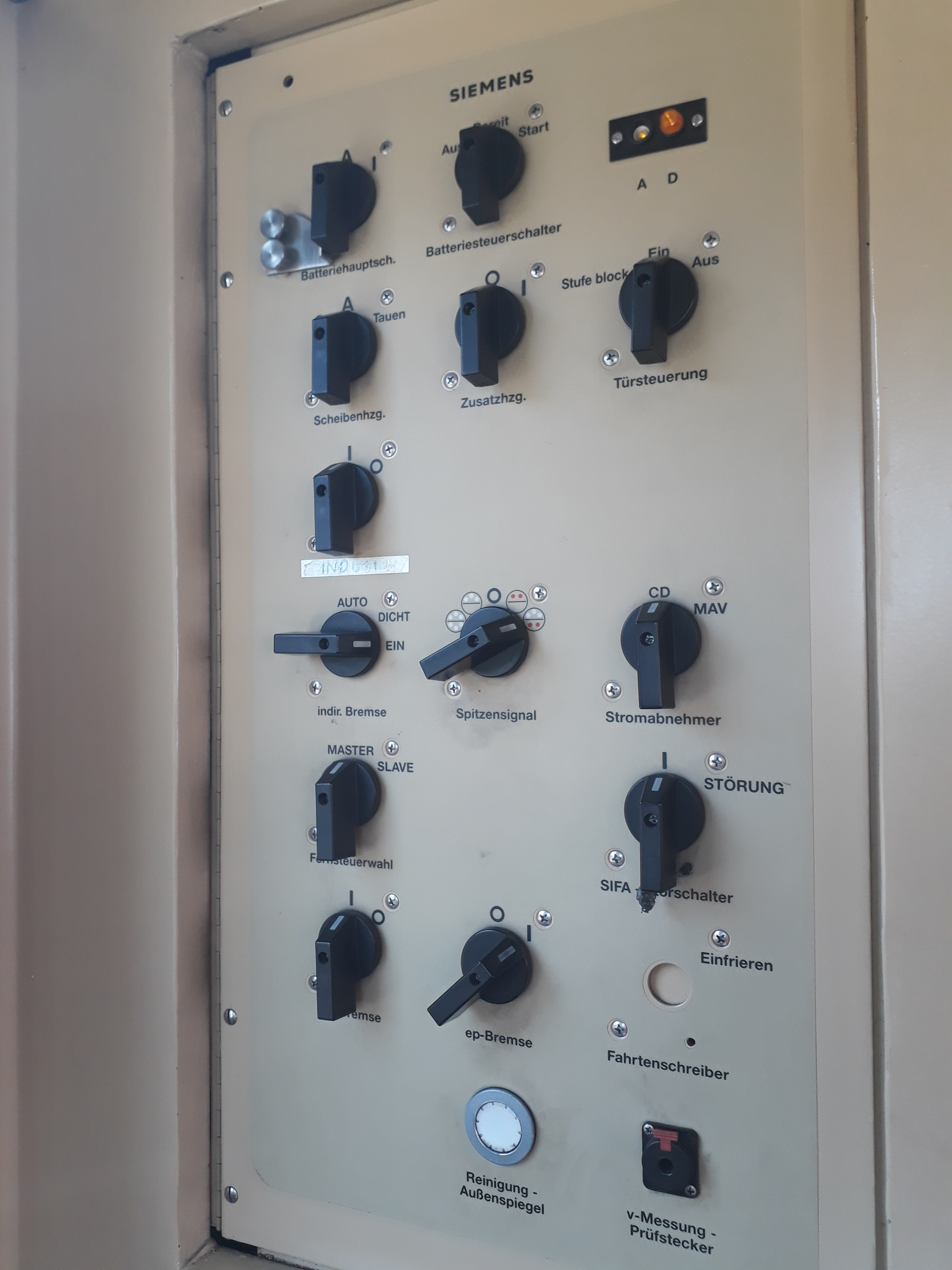
Schaltertafel mit dem Wahlschalter für die Führerbremsventilanlage "indirekte Bremse" (3. Reihe v. u. links) mit den Stellungen "AUTO" (mit Bremsrechner), "DICHT" (alle Verbindungen unterbrochen) und "EIN" (ohne Bremsrechner).

Die neueste Generation von Führerbremsventilen arbeitet nicht mehr rein pneumatisch, sondern greift die Hebelstellungen elektrisch ab. Der gewünschte Hauptluftleitungsdruck wird im Regelbetrieb unabhängig von der Bedieneinheit am Druckluftgerüst mit Hilfe von Auslass- und Füll-Magnetventilen, bei neuesten Bauarten unter Anbindung eines Bremsrechners gebildet. Dadurch sind beliebig viele Bedienhebel auf einem Fahrzeug möglich, die durch die Fahrzeugsteuerung aktiviert und deaktiviert werden können. Gängig sind automatische Angleicherfunktionen durch den Bremsrechner. Dabei wird bei Verlegung des FbrH in die Fahrtstellung generell zunächst ein etwas höherer Druck in die HL gegeben, bevor dieser langsam auf die üblichen 5,0 bar abgesenkt wird (automatisches Angleichen). Nur als Rückfallebene ist noch eine Pneumatikstufe im Führerbremshebel vorhanden, insbesondere für die Schnellbremsstellung. Für die Dichtheitsprüfung vor der Vollbremsprobe, kann über einen Wahlschalter am Führerstand, die automatische Nachspeisung des HLL Druckes unterbrochen werden. Bei bestimmten Bauarten kann über diesen Schalter auch der Bremsrechner deaktiviert werden. Ein weit verbreiteter Vertreter dieser Bauart ist das FS42 von Knorr, welches auf vielen Drehstromlokomotiven zum Einsatz kommt oder die zeitgesteuerte Knorr HZE- (relaisgesteuert) bzw. HZR-Anlage (rechnergesteuert), die beim ÖBB-Einheitsführerstand zur Anwendung kam.